# Saint-Germain-Lespinasse
Saint-Germain-Lespinasse is een gemeente in het Franse departement Loire (regio Auvergne-Rhône-Alpes). De plaats maakt deel uit van het arrondissement Roanne. Saint-Germain-Lespinasse telde op 1 januari 2022 1.222 inwoners.

## Geografie
De oppervlakte van Saint-Germain-Lespinasse bedroeg op 1 januari 2022 15 vierkante kilometer; de bevolkingsdichtheid was toen 81,5 inwoners per km².

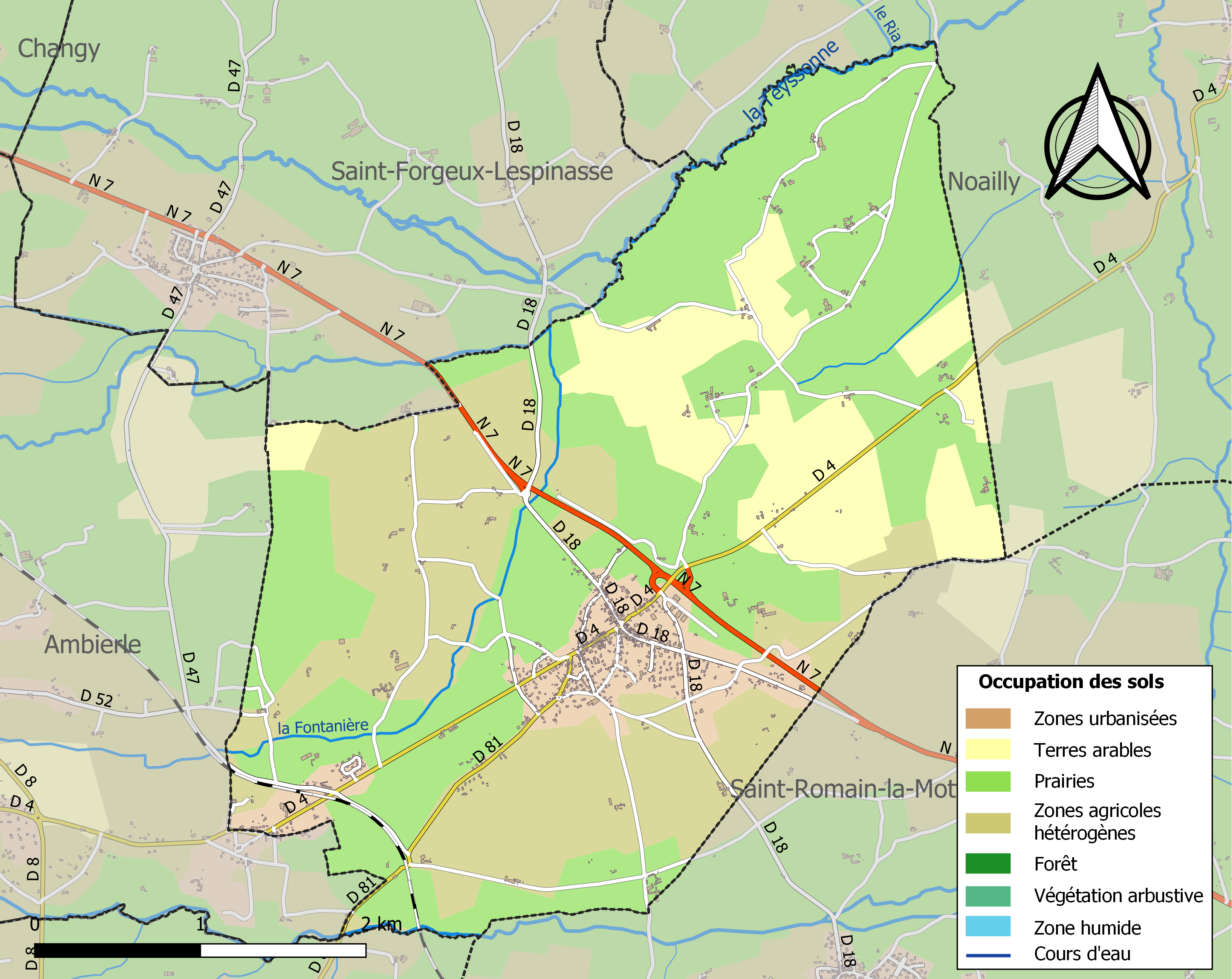
Kaart van de gemeente met de belangrijkste infrastructuur, bodemgebruik en omliggende gemeenten

## Demografie
Onderstaande figuur toont het verloop van het inwonertal (bron: INSEE-tellingen).

## Geboren
- Victor de Persigny (1808), Frans minister